# Университарио (стадион, Сан-Николас-де-лос-Гарса)
«Университа́рио», также известен как «Эль Волькан» («El Volcán» – «Вулкан») — футбольный стадион в городе Сан-Николас-де-лос-Гарса, Мексика, домашняя арена футбольного клуба «Тигрес УАНЛ». Располагается на территории кампуса Автономного университета штата Нуэво-Леон.
Стадион построен и открыт 30 мая 1967 года. В 2016 году представлен проект капитальной реконструкции арены, который ещё не реализован.
Арена принимала матчи в рамках Чемпионата мира по футболу 1986 года.